# ۸۸۳ (خورشیدی)
۸۸۳ هشتصد و هشتاد و سومین سال هجری خورشیدی است.